# Зёлькнер, Леа
Леа Зёлькнер-Шрамек (нем. Lea Sölkner-Schramek; род. 24 декабря 1958, Тауплиц) — австрийская горнолыжница, выступавшая в слаломе, гигантском слаломе и скоростном спуске. Представляла сборную Австрии по горнолыжному спорту в 1976—1984 годах, чемпионка мира, победительница этапа Кубка мира, трёхкратная чемпионка австрийского национального первенства, участница двух зимних Олимпийских игр.

## Биография
Леа Зёлькнер родилась 24 декабря 1958 года в коммуне Тауплиц, Штирия. Заниматься горнолыжным спортом начала с раннего детства под руководством своего отца, лыжного инструктора. Проходила подготовку в местном клубе WSV Tauplitz.
В 1976 году вошла в основной состав австрийской национальной сборной и дебютировала в Кубке мира. В следующем сезоне впервые поднялась на подиум Кубка мира, выиграв серебряную медаль в гигантском слаломе на этапе в итальянском Курмайёре.
Наибольшего успеха в своей спортивной карьере добилась в 1978 году, когда побывала на чемпионате мира в Гармиш-Партенкирхене и привезла оттуда награду золотого достоинства — в слаломе по сумме двух попыток обошла всех соперниц. При этом в гигантском слаломе финишировала одиннадцатой.
В январе 1979 года одержала первую и единственную победу в Кубке мира, выиграв золото в слаломе на домашнем этапе в Шрунсе. В общем зачёте слалома заняла итоговое третье место, пропустив вперёд только своих соотечественниц Регину Закль и Аннемари Мозер-Прёль.
Благодаря череде удачных выступлений удостоилась права защищать честь страны на зимних Олимпийских играх 1980 года в Лейк-Плэсиде — стартовала здесь в слаломе и гигантском слаломе, но ни в одной из дисциплин финишировать не смогла, не показав никакого результата.
После лейк-плэсидской Олимпиады Зёлькнер осталась в главной горнолыжной команде Австрии и продолжила принимать участие в крупнейших международных соревнованиях. Так, в 1982 году она выступила на мировом первенстве в Шладминге, где стала четырнадцатой в слаломе и заняла 22 место в скоростном спуске.
Находясь в числе лидеров австрийской национальной сборной, благополучно прошла отбор на Олимпийские игры 1984 года в Сараево — на сей раз показала восьмой результат в программе скоростного спуска, тогда как в слаломе вновь провалила первую попытку и не финишировала. Вскоре по окончании этих соревнований приняла решение завершить спортивную карьеру. Имеет в послужном списке десять медалей Кубка мира: одну золотую, шесть серебряных, три бронзовые. Наивысшая позиция в общем зачёте всех дисциплин — шестое место. Является, помимо всего прочего, трёхкратной чемпионкой Австрии по горнолыжному спорту.
Впоследствии вышла замуж и взяла фамилию Шрамек.